# Río Sarare (Portuguesa)
El Río Sarare es un curso se agua de Venezuela, nace en el parque nacional Terepaima. Sus aguas alimentan el embalse Las Majaguas y contribuyen al desarrollo agrícola e industrial del estado Portuguesa.
Desemboca en el río Apure.